# Amleto (film 1917)
Amleto è un film del 1917, diretto da Eleuterio Rodolfi.